# AL (programmeertaal)
AL is de programmeertaal die gebruikt wordt in het ERP-systeem Dynamics 365 Business Central van Microsoft. De taal is toegespitst op het manipuleren van gegevens, zoals het ophalen, toevoegen, wijzigen van records in de database.

## Programmeertaal
AL is de opvolger van C/AL, gekend uit vorige versies van Business Central (Microsoft Dynamics NAV en Navision Atain). De door Pascal geïnspireerde syntaxis is veelal behouden in de overgang van C/AL naar AL, en invloeden van .Net zijn zichtbaar in AL (bijvoorbeeld de toevoeging van enumeraties). De gekende objecttypes zoals Tables, Pages en Reports zijn behouden en aangevuld met types om deze bestaande objecten uit te breiden, zoals Table extensions en Report extensions.
Nieuw in deze programmeertaal, ten opzichte van C/AL, is dat er niet meer wordt gewerkt met een eigen editor in een ontwikkelomgeving, maar met tekstbestanden in Visual Studio Code, waardoor ook de voordelen van DevOps kunnen worden toegepast. 

## Voorbeeld
Daar waar men in C/AL de declaratie van variabelen in het menu van de broncode-editor moest doen, doet men dit nu in code.
```
    
procedure
 
GetTempItemSubstList
(
var
 
TempItemSubstitutionList
:
 
Record
 
"
Item
 
Substitution
"
 
temporary
)

    
begin

        
TempItemSubstitutionList
.
DeleteAll
;

        
TempItemSubstitution
.
Reset
;

        
if
 
TempItemSubstitution
.
Find
(
'-'
)
 
then

            
repeat

                
TempItemSubstitutionList
 
:=
 
TempItemSubstitution
;

                
TempItemSubstitutionList
.
Insert
;

            
until
 
TempItemSubstitution
.
Next
 
=
 
0
;

    
end
;

```

Enterprise applicaties: Microsoft Dynamics AX · Microsoft Dynamics GP · Microsoft Dynamics NAV · Microsoft Dynamics SL · Microsoft Dynamics C5